# هیزلی
هیزلی (به انگلیسی: Hazeleigh) یک روستا و محله مدنی در بریتانیا است که در مالدون واقع شده‌است.